# Фрейсину, Дени Люк
Граф Дени́ Люк Фрейсину́ (фр. Denis-Antoine-Luc, comte Frayssinous; 1765—1841) — французский церковный и государственный деятель.

## Биография
В 1801 году начал проповедовать в парижской церкви святого Сульпиция, громя антирелигиозную философию XVIII века, революцию и её деятелей. В 1809 году недоразумения между Наполеоном и папой Пием VII заставили Фрейсину прекратить свои проповеди и принять место инспектора парижской академии. После собора 1811 года Фрейсину уехал из Парижа и вернулся только после реставрации.
Он возобновил свои проповеди в духе реакции, но Сто дней опять заставили его удалиться. После второй реставрации был назначен в 1816 году членом комиссии по народному образованию, но вскоре сложил с себя это звание, недовольный недостаточно реакционным настроением своих коллег, главным образом Ройе-Коллара. После заключения конкордата (1817) Фрейсину постарался занять среднее место между ультрамонтанами и галликанцами и оправдывал политику правительства в сочинении «Les vrais principes de l’Eglise gallicane sur la puissance ecclésiastique» (1818).
Как усердный легитимист, он был назначен раздавателем милостыней короля и епископом гермопольским in partibus infidelium, получил звание графа и пэра Франции, и, наконец, в 1824 году был сделан министром духовных дел и народного просвещения в кабинете Виллеля. В этой должности он уволил в отставку множество профессоров, учителей и других служащих, если они не высказывались в духе крайней реакции.
В состав кабинета Мартиньяка Фрейсину не вошел, хотя и продолжал пользоваться симпатиями Карла X. После июльской революции Фрейсину отказался от политической карьеры и уехал в Рим, а затем в Прагу, к изгнанной королевской фамилии; Карл Х выбрал его в воспитатели герцога Бордосского.
Проповеди Фрейсину изданы под заглавием «Défense du Christianisme» (1825; много изданий). В 1856 году его произведения переиздал Migne под заглавием «Oeuvres oratoires». Ср. Henrion, «Vie de Frayssinous» (П., 1844).